# Danilo Pereira
Danilo Luís Hélio Pereira (født 9. december 1991) er en portugisisk professionel fodboldspiller, som spiller for Saudi Pro League-klubben Al-Ittihad og Portugals landshold.

## Klubkarriere

### Parma
Pereira kom igennem ungdomsakademiet hos Benfica, men Benfica valgte ikke at give ham en professionel kontrakt. Han skiftede herefter til italienske Parma, hvor han skrev sin første professionelle kontrakt i august 2010. Pereira tilbragte lejeafter hos græske Aris Thessaloniki og hollandske Roda JC i sin tid hos Parma.

### Marítimo
Pereira vendte i august 2013 tilbage til Portugal da han skiftede til Marítimo. Han tilbragte to sæsoner med klubben, hvor han spillede som fast mand på førsteholdet.

### Porto
Pereira skiftede i juli 2015 til FC Porto i en aftale som gjorde ham til Marítimos dyreste salg nogensinde. Han etablerede sig med det samme på Porto-holdet, og blev i hans debutsæson kåret som årets spiller i klubben.
Efter Héctor Herrera forlod klubben i juli 2019, blev Pereira til holdets nye anfører.

### Paris Saint-Germain
Pereira skiftede i oktober 2020 til Paris Saint-Germain på en lejeaftale med en købsobligation. Aftalen blev officelt gjort permanent i maj 2021.

### Al-Ittihad
Pereira skiftede i september 2024 til saudiarabiske Al-Ittihad.

## Landsholdskarriere

### Ungdomslandshold
Pereira har repræsenteret Portugal på flere ungdomsniveauer.

### Seniorlandshold
Vitinha fik debut for Portugals landshold den 31. marts 2015.

## Privat
Pereira blev født i Bissau, Guinea-Bissau og flyttede med sin familie til Portugal da han var fem år gammel.

## Titler
Porto
- Primeira Liga: 2 (2017-18, 2019-20)
- Taça de Portugal: 1 (2019-20)

Paris Saint-Germain
- Ligue 1: 3 (2021-22, 2022-23, 2023-24)
- Coupe de France: 2 (2020-21, 2023-24)
- Trophée des Champions: 3 (2020, 2022, 2023)

Portugal
- Europamesterskabet: 1 (2016)
- UEFA Nations League: 1 (2018-19)

Individuelle
- SJPF Primeira Liga Årets hold: 2 (2016, 2017)
- FC Porto Årets spiller: 1 (2016)